# Dymitr Doński
Dymitr Doński (ros. Дмитрий Донской; ur. 12 października 1350 w Moskwie, zm. 19 maja 1389 tamże) – wielki książę moskiewski w latach 1359–1389 i włodzimierski; syn księcia Iwana II, wnuk Iwana Kality. Święty kościoła prawosławnego.

## Polityka wewnętrzna
Na początku rządów Dymitra decydującą rolę w państwie pełnili bojarzy z metropolitą Aleksym i tysięcznikiem Moskwy (przypuszczalnie wujem Dymitra) Wasylem Wieljaminowem na czele. Dzięki Aleksemu zachowano jedność państwową Wielkiego Księstwa Moskiewskiego, mimo konieczności podzielenia go między Dymitra i jego młodszego o 3 lata kuzyna Włodzimierza Andriejewicza. Dymitr został wielkim księciem, a Włodzimierz jedynie księciem sierpuchowskim, bez prawa prowadzenia wojen i własnej polityki zagranicznej, za to z obowiązkiem dostarczania posiłków na każdą wyprawę zbrojną wielkiego księcia. W tych latach rozbudowano i umocniono szereg grodów. Największym z tych przedsięwzięć była rozbudowa Kremla podjęta w 1367 roku. Dymitr dbał o rozwój handlu, jednak podporządkowywał go celom politycznym. Zwalczał kupców nowogrodzkich blokując im wielokrotnie Wołgę, a także genueńskich blokując im z kolei drogę na północ Rusi. Dążył do opanowania handlu z Bułgarią Kamską. Jako pierwszy władca ruski, od czasu najazdu mongolskiego, Dymitr zaczął wybijać własną monetę z zapisanym pismem arabskim imieniem aktualnego chana sarajskiego po jednej stronie oraz swoim wizerunkiem i imieniem zapisanym cyrylicą po drugiej.
Po śmierci Wasyla Wieljaminowa Dymitr zniósł urząd tysięcznika, przejmując bezpośrednią kontrolę nad sądami miejskimi i siłami porządkowymi Moskwy. Wywołało to bunt najstarszego syna Wasyla – Iwana (Wieljaminowowie sprawowali urząd tysięcznika od trzech pokoleń i był on uważany za naturalnego kandydata na opuszczone przez ojca stanowisko). Iwan w 1375 uciekł do Tweru i sprowokował jego księcia do wojny. Dymitr po zwycięstwie skazał Iwana na śmierć; był to pierwszy znany przypadek kary śmierci w Moskwie wykonanej na jej obywatelu. Rodzina Wieljaminowów pozostała jednak jedną z najbardziej wpływowych w państwie Dymitra. Przez całe życie udało mu się utrzymać bardzo dobre relacje z Włodzimierzem Andriejewiczem, a co za tym idzie, jedność i pokój wewnętrzny w Wielkim Księstwie Moskiewskim.

### Sprawa metropolii kijowskiej
Do końca życia Aleksego, Dymitr pozostawał pod jego silnym wpływem, m.in. wspierając go w walce o zachowanie jedności metropolii kijowskiej. Po jego śmierci w roku 1378 nie dopuścił początkowo do objęcia metropolii przez – wyznaczonego przez Patriarchat Konstantynopolitański – uważanego za stronnika Litwy Cypriana, usiłując uzyskać akceptację dla własnego kandydata Michała Mitiaja, który jednak zginął w tajemniczych okolicznościach w drodze do Konstantynopola. Wprawdzie poselstwo ruskie dotarło do patriarchy i jeden z jego członków, Pimen (przypuszczalnie dzięki sfałszowanym dokumentom), został wyznaczony na metropolitę, jednak Dymitr nie uznał wyboru i skazał go na wygnanie. Wezwał jednocześnie do Moskwy rezydującego w Kijowie Cypriana, który objął stolicę w 1381, lecz rok później powrócił do Kijowa. Sytuacja w Cerkwi nie unormowała się już do końca rządów Dymitra. Chaos ten był wywołany dążeniem do zachowania jedności metropolii kijowskiej i zachowania zwierzchnictwa rezydującego w Moskwie metropolity także nad prawosławnymi strukturami w Wielkim Księstwie Litewskim (zapobieżenie istnieniu samodzielnej metropolii litewskiej), a zarazem osobistą i polityczną niechęcią Dymitra do Cypriana.

## Polityka zagraniczna

### Pierwsze lata
Prawdopodobnie już w pierwszym roku swoich rządów (1359) odbył podróż do stolicy Złotej Ordy, gdzie z racji młodego wieku odebrano mu tytuł wielkiego księcia włodzimierskiego, który oddano Dymitrowi Suzdalskiemu – księciu suzdalskiemu. Staraniem bojarów jarłyk odzyskano po zmianie władzy w Ordzie w roku 1362. Później jeszcze kilkakrotnie kolejni władcy Ordy przekazywali jarłyk wielkoksiążęcy innym władcom ruskim (Dymitrowi Suzdalskiemu i Michałowi II Twerskiemu), jednak Dymitr nigdy nie dopuścił do ich koronacji.

### Walki z sąsiadami
Od początku lat 60. XIV wieku prowadzi nieustanne wojny z sąsiadami. Najpierw walczył o władzę wielkoksiążęcą z Dymitrem Suzdalskim, przeciwko któremu odbył trzy zwycięskie wyprawy wojenne, w latach 1362, 1363 i 1364. W roku 1365, nastąpiła poprawa stosunków między nimi. Dymitr interwencją dyplomatyczną, z pomocą Aleksego i świętego Siergiusza, skłania młodszego brata księcia suzdalskiego, do ustąpienia mu księstwa niżnonowogrodzkiego. Rok później Dymitr Doński żeni się z córką Dymitra Suzdalskiego, Jewdokią. Przez następne kilkanaście lat obaj książęta zgodnie współpracują, co zmieniło się dopiero w latach 80. pod wpływem synów Dymitra Konstantynowicza. Następnie toczył wojny z wielkim księciem twerskim Michałem II, którego w 1368 roku zwabił do Moskwy pod pozorem sądu polubownego (w sporze między Michałem a jego wujem), uwięził i zmusił do podpisania niekorzystnej ugody. Uwolniony książę zbiegł do swego szwagra wielkiego księcia litewskiego, Olgierda, którego namówił do trzech kolejnych łupieżczych wypraw na Moskwę w latach 1368, 1370 i 1373. Podczas tej ostatniej Olgierd zostaje skutecznie odparty w nierozstrzygniętej bitwie pod Lubutskiem. W pokoju podpisanym po tej bitwie Dymitr po raz pierwszy określa Wielkie Księstwo Włodzimierskie (a zatem władzę zwierzchnią nad całą Rusią) jako swoją ojcowiznę. W roku 1371 sprowokowany atakiem na przygraniczną Łopasnię zajął Riazań pozbawiając władzy tamtejszego księcia Olega riazańskiego (który jednak wkrótce ją odzyskał). W roku 1375 Mamaj oddaje jarłyk wielkoksiążęcy Michałowi II. Dymitr nie tylko nie dopuścił do koronacji, ale zorganizował wielką wyprawę na Twer z poparciem większości księstw ruskich. Michał został zmuszony do ugody, w której ponownie potwierdził dziedziczność wielkoksiążęcej władzy Dymitra, a obaj książęta zobowiązali się do wspólnej obrony przed Tatarami.

### Stosunki ze Złotą Ordą
Na początku swoich rządów Dymitr dwukrotnie jeździł do Ordy złożyć hołd kolejnym chanom. Za pierwszym razem stracił tam stanowisko wielkiego księcia, aby dwa lata później je odzyskać. Później jednak wykorzystując częste zamachy stanu w Złotej Ordzie i jej faktyczny rozpad, zaprzestał płacenia trybutu, nie przestając jednocześnie zbierać go z podległych sobie księstw. Dopiero w 1371 roku udał się ponownie do Ordy i zapłacił trybut Mamajowi, który potwierdził jego władzę. Jednak w następnych latach znów nie płacił trybutu.

#### Wojna z Mamajem
Od roku 1375 toczył już regularną wojnę z Mamajem. W tym właśnie roku Mamaj przeprowadził pierwszą ekspedycję karną na ziemie ruskie (jako karę za wyprawę Dymitra na Twer). Ekspedycja ta pustoszyła ruskie księstwa, nie wkraczała jednak na ziemie moskiewskie, bojąc się przekroczyć obstawionej przez wojska Dymitra Oki. W następnym roku popierał zwycięską wyprawę księcia niżnonowogrodzkiego Dymitra Konstantynowicza na podległy Tatarom Wielki Bułgar, w wyniku czego nastąpiła kolejna wyprawa karna wojsk Mamaja pod wodzą Arpaszy 2 sierpnia 1376, który rozbił wojska moskiewskie i niżnonowogrodzkie w bitwie nad rzeką Pjaną. W tym samym roku Dymitr wysłał ekspedycję karną na wspierających Tatarów Mordwinów. W roku 1378 Dymitr rozbił kolejną tatarską ekspedycję w bitwie nad Wożą. W roku 1380 zwyciężył Tatarów, tym razem pod wodzą samego Mamaja, w bitwie na Kulikowym Polu.

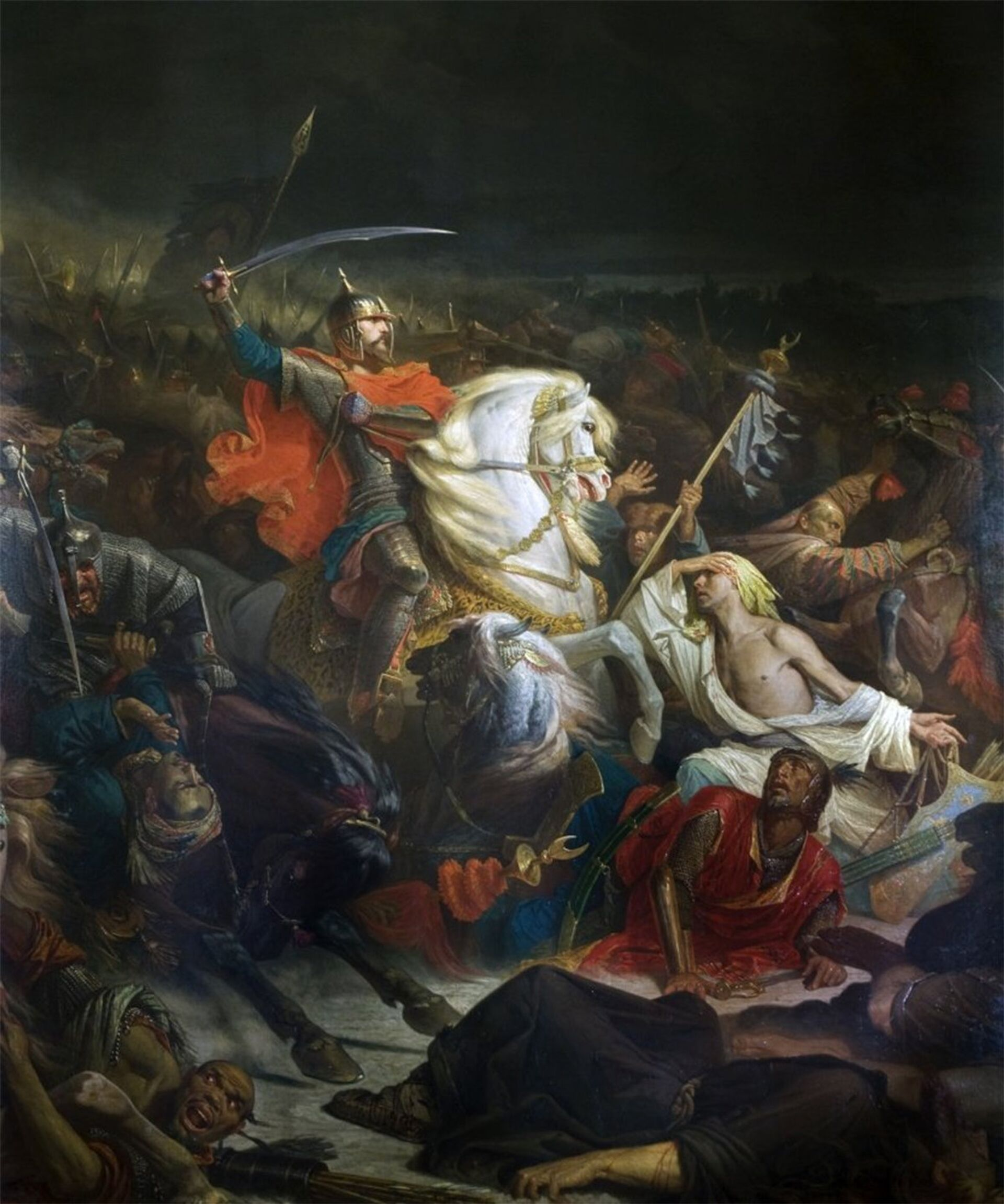
Bitwa na Kulikowym Polu

Po tej właśnie, rozegranej nad Donem bitwie, zyskuje przydomek Doński. Według legendy Dymitr Doński zabrał ze sobą w bój ikonę przedstawiającą zaśnięcie Matki Bożej, autorstwa prawdopodobnie Teofana Greka (koniec XIV wieku). Miało to mu pomóc w zwycięskiej wyprawie przeciwko Tatarom. Zwycięstwo to przesądziło o ostatecznej klęsce Mamaja, który został wkrótce po nim obalony i zamordowany. Bitwa ta uznawana jest często za początek upadku Złotej Ordy na Rusi. Podczas całej wojny z Mamajem Dymitr uzasadniał swoje działania nielegalnością władzy Mamaja. Formalnie nie walczył zatem wówczas o wyzwolenie Rusi z jarzma tatarskiego, ale uznawał się za podległego legalnym chanom, rezydującym w Saraju.

#### Relacje z Tochtamyszem
Po upadku Mamaja Tochtamysz zjednoczył Złotą Ordę i nastąpiła chwilowa poprawa wzajemnych relacji, a Dymitr wysłał do Saraju poselstwo z darami. Jednak już w 1381 poselstwo chana dotarło jedynie do Niżnego Nowogrodu i zawróciło z nieznanych przyczyn. W roku 1382 przypuszczalnie podburzony przez synów Dymitra Suzdalskiego, Tochtamysz niespodziewanie zaatakował Moskwę; 26 sierpnia zdobył ją i spalił. Dymitr opuścił miasto przed atakiem w celu zebrania wojsk, jednak nie zdecydował się na walkę z Tochtamyszem, rozpuszczając zebraną armię. Przywrócono tym samym zależność Moskwy od Złotej Ordy, jednak niesprowokowany napad rozwiał sympatie elit moskiewskich wobec chanów sarajskich. W następnym roku Dymitr wysłał do Saraju swojego syna Wasyla, który uzyskał dla niego potwierdzenie tytułu wielkoksiążęcego; jednocześnie wznawiając coroczną daninę dla Ordy. Wasyl pozostał w Saraju jako zakładnik do roku 1386.

## Podsumowanie
Rządy Dymitra Dońskiego uznawane są przez historyków za jeden z najważniejszych okresów w rozwoju państwa rosyjskiego. Moskwa za jego rządów obroniła się przed naporem litewskim i faktycznie zdecydowała o konieczności wyzwolenia się spod jarzma tatarskiego.
Dymitr Doński został pochowany na Kremlu. Na ikonach Dymitr przedstawiany jest najczęściej w czerwonych szatach książęcych, z lewą ręką trzymającą miecz z ostrzem skierowanym w dół, oraz prawą ręką uniesioną do góry, jakby do modlitwy.
W 2004 roku Rosyjska Cerkiew Prawosławna ustanowiła na jego cześć Order Świętego Wielkiego Księcia Dymitra Dońskiego.